# Adolfo Pollastro
Adolfo Pollastro (fl. XX secolo) è stato un calciatore italiano, di ruolo difensore.

## Carriera
Con l'Andrea Doria disputa 22 partite segnando un gol nella stagione 1922-1923.
Successivamente milita nell'US Genovese.